# Nederlandse kampioenschappen atletiek 1912
De Nederlandse kampioenschappen atletiek 1912 werden op verschillende data gehouden.
Op 6 juni werd het kampioenschap 800m hardlopen gehouden in Almelo.
Op 21 juli vond de 25km hardlopen plaats in een wedstrijd tussen Rotterdam en Den Haag.
Op 4 augustus werden in Nijmegen de nummers 5000m hardlopen, 110m horden en 3500m snelwandelen afgewerkt.
Een drietal kampioenschappen werden gehouden op 11 augustus in Deventer (als voorwedstrijd tijdens de interland België-Nederland in Antwerpen op 25 augustus): 100m hardlopen, 1500 m hardlopen en hoogspringen.
In Zwolle werden op 18 augustus de volgende onderdelen afgewerkt: 400m hardlopen, verspringen en polsstokhoogspringen. Bij het polsstokhoogspringen deed de Woerdenaar Jacq. de Ruiter buiten mededinging mee en haalde een hoogte van 2,90 m.
Tenslotte werden in Venlo op 8 september de nummers 200m hardlopen, 400m horden en 1500m snelwandelen gehouden.

## Uitslagen

### 100 m
| rang   | atleet            | prestatie |
| ------ | ----------------- | --------- |
| Goud   | Jan Grijseels sr. | 10,7 s    |
| Zilver | J. Schiphorst     | 11,6 s    |
| Brons  | J. de Vries       | 11,6 s    |

### 200 m
| rang   | atleet      | prestatie |
| ------ | ----------- | --------- |
| Goud   | P. de Mink  | 26,8 s    |
| Zilver | de Kreuk    | 27,0 s    |
| Brons  | A. Hendriks | 27,6 s    |

### 400 m
| rang   | atleet        | prestatie |
| ------ | ------------- | --------- |
| Goud   | G. van Heerde | 56,8 s    |
| Zilver | D.J. de Vries | 57,0 s    |
| Brons  | Coureur       |           |

### 800 m
| rang   | atleet        | prestatie |
| ------ | ------------- | --------- |
| Goud   | Job Busser    | 2.08,2    |
| Zilver | G. van Heerde | 2.09,6    |
| Brons  | A. Smidt      |           |

### 1500 m
| rang   | atleet        | prestatie |
| ------ | ------------- | --------- |
| Goud   | Job Busser    | 5.23,2    |
| Zilver | H. van Heerde | 5.25,2    |
| Brons  | Mr. Heintje   |           |

### 5000 m
| rang   | atleet         | prestatie |
| ------ | -------------- | --------- |
| Goud   | H. van Heerde  | 16.33,4   |
| Zilver | Job Busser     | 16.35,2   |
| Brons  | Arie Vosbergen | 16.52,0   |

### 110 m horden
| rang   | atleet        | prestatie |
| ------ | ------------- | --------- |
| Goud   | de Runner     | 17,4 s    |
| Zilver | Jeffries      |           |
| Brons  | J. Schiphorst |           |

### 400 m horden
| rang   | atleet      | prestatie |
| ------ | ----------- | --------- |
| Goud   | W.W.        | 1.13,0    |
| Zilver | H. Herberts | 1.16,9    |
| Brons  | Snep        | 1.18,2    |

### Hoogspringen
| rang   | atleet          | prestatie |
| ------ | --------------- | --------- |
| Goud   | J. van der Meer | 1,60 m    |
| Zilver | H. Herberts     | 1,55 m    |
| Brons  | J. van der Worp | 1,50 m    |

### Polsstokhoogspringen
| rang   | atleet  | prestatie |
| ------ | ------- | --------- |
| Goud   | Spijker | 2,50 m    |
| Zilver | Jansen  | 2,40 m    |
| Brons  | N.n.    |           |

### Verspringen
| rang   | atleet      | prestatie |
| ------ | ----------- | --------- |
| Goud   | de Mink     | 6,22 m    |
| Zilver | H. Herberts | 6,19 m    |
| Brons  | de Kreuk    | 5,72 m    |

### 25 km hardlopen
| rang   | atleet         | prestatie      |
| ------ | -------------- | -------------- |
| Goud   | D. Lange       | 1.31.22,8 N.R. |
| Zilver | Arie Vosbergen | 1.35.04,4      |
| Brons  | W.Th. Braams   | 1.38.20,4      |

### 1500 m snelwandelen
| rang   | atleet          | prestatie |
| ------ | --------------- | --------- |
| Goud   | G. van Tongeren | 6.51,6    |
| Zilver | Grimeyer        | 7.03,2    |
| Brons  | W.C. Meyer      | 7.18,6    |

### 3500 m snelwandelen
| rang   | atleet          | prestatie |
| ------ | --------------- | --------- |
| Goud   | Jan Ruimers     | 16.51,0   |
| Zilver | Piet Ruimers    | 17.08,6   |
| Brons  | G. van Tongeren |           |

Externe link
- Historische Kranten in Beeld (Koninklijke Bibliotheek)

1904 · 
1908 · 
1909 · 
1910 · 
1911 · 
1912 · 
1913 · 
1914 · 
1915 · 
1917 · 
1918 · 
1919 · 
1920 · 
1921 · 
1922 · 
1923 · 
1924 · 
1925 · 
1926 · 
1927 · 
1928 · 
1929 · 
1930 · 
1931 · 
1932 · 
1933 · 
1934 · 
1935 · 
1936 · 
1937 · 
1938 · 
1939 · 
1940 · 
1941 · 
1942 · 
1943 · 
1944 · 
1946 · 
1947 · 
1948 · 
1949 · 
1950 · 
1951 · 
1952 · 
1953 · 
1954 · 
1955 · 
1956 · 
1957 · 
1958 · 
1959 · 
1960 · 
1961 · 
1962 · 
1963 · 
1964 · 
1965 · 
1966 · 
1967 · 
1968 · 
1969 · 
1970 · 
1971 · 
1972 · 
1973 · 
1974 · 
1975 · 
1976 · 
1977 · 
1978 · 
1979 · 
1980 · 
1981 · 
1982 · 
1983 · 
1984 · 
1985 · 
1986 · 
1987 · 
1988 · 
1989 · 
1990 · 
1991 · 
1992 · 
1993 · 
1994 · 
1995 · 
1996 · 
1997 · 
1998 · 
1999 · 
2000 · 
2001 · 
2002 · 
2003 · 
2004 · 
2005 · 
2006 · 
2007 · 
2008 · 
2009 · 
2010 · 
2011 · 
2012 · 
2013 · 
2014 · 
2015 · 
2016 ·
2017 ·
2018 ·
2019 ·
2020 ·
2021 ·
2022 ·
2023 ·
2024 ·
2025